# Xylomedes cornifrons
Xylomedes cornifrons är en skalbaggsart som först beskrevs av Baudi di Selve 1873.  Xylomedes cornifrons ingår i släktet Xylomedes och familjen kapuschongbaggar. Inga underarter finns listade i Catalogue of Life.